# Соларис (филм из 1972)
Соларис (рус. Соля́рис), је совјетски филм из 1972. заснован на роману „Соларис“ пољског писца Станислава Лема. Режирао га је Андреј Тарковски. Римејк тог филма снимљен је 2002. године у режији Стивена Содерберга са Џорџом Клунијем у главној улози.

## Прича
Соларис је планета потпуно прекривена океаном који представља неки облик интелигентног живота. Изнад планете лебди свемирска станица људи који истражују планету. После мистериозног нестанка једног научника са базе, Крис Келвин је послат како би истражио чудне околности и донео извештај о раду станице. Када је стигао пронашао је базу у хаосу, а посаду у тешком нервном растројству. Ускоро на станици сусреће своју жену која је мртва већ 7 година.

## Главне улоге
- Донатас Банонис – Крис Келвин
- Наталија Бондарчук – Хари
- Јури Јервет – Др Снаут
- Николај Гринко – Келвинов отац
- Анатолиј Солоњицин – Др Сарторијус

## Продукција

### Сценарио
Године 1968. режисер Андреј Тарковски имао је неколико мотива за филмску адаптацију научнофантастичног романа Соларис (1961) Станислава Лема. Прво, дивио се Лемовом раду. Друго, био му је потребан посао и новац, јер његов претходни филм Андреј Рубљов (1966) није објављен, а његов сценарио Бели, бели дан је одбијен (1975. је реализован као Огледало). Филм по роману Лема, популарног и критички цењеног писца у СССР- у, био је логичан комерцијални и уметнички избор. Још једна инспирација била је жеља Тарковског да унесе емоционалну дубину у жанр научне фантастике, који је сматрао плитким због пажње посвећене технолошким изумима; у интервјуу из 1970. године издвојио је филм Стенлија Кјубрика из 1968. 2001: Одисеја у свемиру као „лажан у многим тачкама“ и „беживотну шему са само претензијама на истину“.
Тарковски и Лем су сарађивали и остали у комуникацији око адаптације романа. Са Фридрихом Горенштајном, Тарковски је коаутор прве верзије сценарија завршеног у лето 1969; две трећине филма по тој верзији се догодило на Земљи. Комитету Мосфилма се то није допало, а Лем је постао бесан због драстичне измене његовог романа. Коначни сценарио има мање акције на Земљи и уклања Келвинов брак са другом женом, Маријом, из приче. У роману Лем описује неадекватност науке у допуштању људима да комуницирају са ванземаљским животним обликом, јер одређени облици, барем, осећајног ванземаљског живота могу деловати далеко изван људског искуства и разумевања. У филму, Тарковски се концентрише на Келвинова осећања према својој жени Хари и утицај истраживања свемира на људско стање. Монолог др Гибаријана (из шестог поглавља романа) је врхунац завршне сцене у библиотеци, у којој Снаут каже: „Не требају нам други светови. Требају нам огледала“. За разлику од романа, који почиње Келвиновим свемирским летом и одвија се у потпуности на Соларису, филм приказује Келвинову посету кући својих родитеља на селу пре него што напусти Земљу. Контраст успоставља светове у којима он живи – живахну Земљу наспрам строге, затворене свемирске станице која кружи око Солариса – демонстрирајући и преиспитујући утицај истраживања свемира на људску психу.
Сценографија Солариса садржи слике старих мајстора. Унутрашњост свемирске станице украшена је потпуним репродукцијама циклуса слика Месеци из 1565. (Ловци у снегу, Суморни дан, Жетва сена, Жетеоци и Повратак стада ), Питера Бројгела Старијег., и детаља слике Пејзаж са Икаровим падом и Ловци у снегу (1565). Сцена Келвина како клечи пред својим оцем и оца који га грли алудира на Рембрандтов Повратак блудног сина (1669). Референце и алузије су настојања Тарковског да младој уметности филма да историјску перспективу, да код гледаоца изазове осећај да је кинематографија зрела уметност.
Филм се реферише на Андреја Рубљова Тарковског из 1966. тако што је икона Андреја Рубљова постављена у Келвинову собу. То је други у низу од три филма који помињу Рубљова, а последњи је следећи филм Тарковског Огледало, који је снимљен 1975. године и који се помиње Андреја Рубљова тако што је постер филма окачен на зид.

### Кастинг
Тарковски је у почетку желео да његова бивша супруга Ирма Рауш игра Харија, али након што је упознао глумицу Биби Андерссон у јуну 1970. одлучио је да је она боља за улогу. У жељи да ради са Тарковским, Андессон је пристала да буде плаћена у рубљама. Ипак, Наталија Бондарчук је на крају добила улогу. Тарковски ју је упознао када су били студенти Државног института за кинематографију. Она га је прва упутила на роман Соларис. Тарковски је радио кастинг са њом 1970. године, али је одлучио да је премлада за ту улогу. Уместо тога, препоручио ју је редитељки Лариси Шепитко, која ју је глумила у филму Ти и ја Пола године касније, Тарковски је гледао поменути филм и био је крајње пријатно изненађен њеним наступом да је ипак одлучио да Бондарчуковој да улогу Харија.
Тарковски је кастовао литванског глумца Донатаса Баниониса као Келвина, естонског глумца Јури Јарвета као Снаута, руског глумца Анатолија Солоњицина као Сарториуса, украјинског глумца Николаја Гринка као Келвиновог оца и Олгу Барнет као Келвинову мајку. Режисер је већ радио са Солоницином, који је играо Андреја Рубљова, и са Гринком, који се појавио у Андреју Рубљову и Ивановом детињству (1962). Тарковски је мислио да ће Солоњицину и Гринку бити потребна додатна помоћ редитеља. Након што је снимање било скоро завршено, Тарковски је оценио глумце (од бољег ка горем): Бондарчук, Јарвет, Солоњицин, Банионис, Дворжецки и Гринко; такође је у свом дневнику записао да је „Наталија Б. надмашила све”.

### Снимање
У лето 1970. Државни комитет за кинематографију (Госкино СССР) одобрио је продукцију Солариса. Екстеријери су снимани у Звенигороду, близу Москве; ентеријери су снимани у студијима Мосфилма. Сцене свемирског пилота Бертона у вожњи кроз град снимљене су у септембру и октобру 1971. у Акасаки и Иикури у Токију. Првобитни план је био да се сниме футуристичке структуре на Светској изложби '70, али је путовање одложено. Снимање је почело у марту 1971. са директором фотографије Вадимом Јусовим, који је такође радио претходне филмове Тарковског. Толико су се свађали око овог филма да више никада нису радили заједно. Еастман Кодак трака у боји је коришћена у сценама у колору. Филим није био широко дистрибуиран у Совјетском Савезу, морао је бити посебно набављен за приказивање. Прва верзија Солариса је завршена у децембру 1971.
Океан Соларис је створен ацетоном, алуминијумским прахом и бојама. Михаил Ромадин дизајнирао је свемирску станицу као живућу, изубијану и оронулу, а не као сјајну, уредну и футуристички. Дизајнер и сценограф консултовали су се са научником и ваздухопловним инжењером Лупичевом, који им је позајмио мејнфрејм рачунар из 1960-их за декорацију сета. За неке од секвенци, Ромадин је дизајнирао собу са огледалом која је омогућила Јусову да се сакрије унутар сфере огледала како би био невидљив у коначном филму. Акира Куросава, који је управо тада био у посети студију Мосфилма, изразио је дивљење за дизајн свемирске станице.
У јануару 1972. Државни комитет за кинематографију је затражио монтажерске измене пре објављивања Солариса. То је укључивало реалистичнији филм са јаснијом сликом будућности и брисањем алузија на Бога и хришћанство. Тарковски је успешно одолео таквим великим променама и после неколико мањих измена Соларис је одобрен за објављивање у марту 1972.

### Музика
Музика филма Соларис садржи корални прелудиј Јохана Себастијана Баха за оргуље Ich ruf' zu dir, Herr Jesu Christ, BWV 639, док је електричну музику компоновао Едуар Аремјев. Увод композиције је централна музичка тема. Тарковски је у почетку желео да филм буде лишен музике и замолио је Артемјева да оркестрира амбијенталне звуке као партитуру. Артемјев је предложио суптилно увођење оркестарске музике. Контрапункт класичној музици као Земљиној теми је флуидна електронска музика као тема за планету Соларис. Лик Харија има сопствену подтему, cantus firmus заснован на Баховој музици спојеном са делима Артемјева преко; композиција се чује при кључној сцени на крају.

## Пријем и наслеђе
Соларис је премијерно приказан на Филмском фестивалу у Кану 1972, где је освојио Grand Prix Spécial du Jury и био јеноминован за Златну палму. У СССР-у, филм је премијерно приказан у московском филмском позоришту Мир 5. фебруара 1973. године. Тарковски није сматрао биоскоп Мир најбољим местом за пројекцију. Упркос ограниченм приказивању филма у само пет биоскопа у СССР-у, филм је продао 10,5 милиона карата. За разлику од велике већине комерцијалних и идеолошких филмова 1970-их, Соларис је у СССР-у приказиван у ограниченим серијама 15 година без икаквих пауза, што му је дало култни статус. У источном блоку и на западу, Соларис је премијерно приказан касније. У САД, верзија Солариса која је скраћена за 30 минута премијерно је приказана у Зигфелд театру у Њујорку 6. октобра 1976.
Иако је Лем радио са Тарковским и Горенштајном на развоју сценарија, Лем је тврдио да му се „верзија његовог романа Тарковског никада није допала“. Тарковски је желео филм заснован на роману, али уметнички независан од њега, док се Лем противио сваком одступању сценарија од романа. Лем је отишао толико далеко да је рекао да је Тарковски направио Злочин и казну, а не Солариса, изостављајући епистемолошке и когнитивне аспекте књиге. Лем је такође рекао у интервјуу да је видео само део краја, много касније, након смрти Тарковског. Тарковски је тврдио да Лем није у потпуности ценио кинематографију и очекивао је да ће филм само илустровати роман без оригиналних филмских остварења. Филм Тарковског говори о унутрашњем животу његових научника. Лемов роман говори о сукобима човековог стања у природи и природе човека у универзуму. За Тарковског, Лемово излагање тог егзистенцијалног сукоба било је полазиште за осликавање унутрашњег живота ликова.
У аутобиографском документарцу Путовање у времен (1983), Тарковски каже да је Соларис посматрао као уметнички неуспех јер није превазишао жанр као што је веровао да је његов филм Сталкер (1979) учинио, због потребног технолошког дијалога и специјалних ефеката. М. Галина је у чланку Идентификовање страхова из 1997. назвала овај филм „једним од највећих догађаја у совјетској научнофантастичкој кинематографији“ и једним од ретких који данас не делују анахроно.
На листи „100 најбољих филмова светске кинематографије“ коју је саставио часопис Емпајр 2010. године, Соларис Тарковског је рангиран на 68. месту. Године 2002. Стивен Содерберг је написао и режирао америчку адаптацију Солариса, у којој је глумио Џорџ Клуни.
Салман Рушди је назвао Солариса „научно-фантастичним ремек-делом“, додајући: „Ово истраживање непоузданости стварности и моћи људског несвесног, ово велико испитивање граница рационализма и перверзне моћи чак и најзлосретнијих љубав, треба да буде виђенш што је више могуће пре него што је трансформишу Стивен Содерберг и Џејмс Камерон у оно што смешно прете да ће бити сусрет 2001. помешана са Последњи танго у Паризу. Шта, секс у свемиру са плутајућим путером? Тарковски мора да се преврће у гробу.“
Филмски критичар Роџер Иберт рецензирао је издање из 1976. за The Chicago Sun-Times, дајући филму три од четири звездице и написавши: „Соларис није акциона филм брзог темпа; то је промишљен, дубок, осетљив филм који користи слободу научне фантастике да испита људску природу. Почиње споро, али када се инволвираш, прираста ти срце.' Додао је Солариса на своју листу "Сјајних филмова" 2003. године, рекавши да се у почетку "заостајао" са дужином и темпом, али је касније почео да се диви циљевима Тарковског. „Ниједан редитељ не захтева више од нашег стрпљења. Ипак, његови обожаваоци су страствени и имају разлога за своја осећања: Тарковски је свесно покушавао да створи велику и дубоку уметност. Држао се романтичног погледа на појединца способног да трансформише стварност својом сопственом духовном и филозофском снагом.“ Иберт је касније упоредио филм Друга Земља из 2011. са Соларисом, пишући да је Друга Земља „подстицај на на размишљање, на мање дубок начин, као Соларис Тарковског, још један филм о некој врсти паралелне Земље“.
Јапански редитељ Акира Куросава навео је Солариса као један од својих омиљених филмова.
Наталија Бондарчук (Хари) је у интервјуу 2010. открила да се заљубила у Тарковског током снимања Солариса и да је, након што је њихова веза прекинута, желела да изврши самоубиство. Тврди да је на њену одлуку делимично утицала њена улога.
Документарни филм Адама Кертиса из 2015. Горко језеро укључује сцене из овог филма. Метафора је да баш као што планета утиче на космонауте који покушавају да утичу на планету, било је унакрсних утицаја између Авганистана и његових совјетских, америчких и британских освајача.
Филм је изабран за приказивање у оквиру секције Класици Кана на Филмском фестивалу у Кану 2016.
Соларис има оцену „Проверено свеже“ од 94% на Rotten Tomatoes на основу 62 рецензије са просечном оценом 8,5 од 10, уз консензус који гласи: „Соларис је прогањајући, медитативни филм који користи научну фантастику за покретање сложених питања о човечанству и постојању“. Филм такође има оцену 90 од 100 на Metacritic, на основу критика 8 критичара, што указује на „универзално признање“. Филм је 2018. године био на 57. месту Би-Би-Сијеве листе 100 највећих филмова на страном језику, према гласањуу 209 филмских критичара из 43 земље.
Соларис је објављен на ЛасерДиск у Јапану 1986.
Маја 2011, The Criterion Collection објавио је Соларис на Блу-реј верзију филма. Најуочљивија разлика у односу на претходно Criterion издање из 2002. била је у томе што су рестауриране плаво-беле монохроматске сцене из филма.

## Цитати
- Др. Снаут :

Ми уопште не желимо да освојимо свемир. Ми бисмо хтели да проширимо земљу бесконачно. Нама не требају нови светови, нама треба огледало. Тражимо контакт са нечим а никада га нећемо остварити. Ми смо у глупој ситуацији човека који чезне за циљем а плаши га се и у ствари га не жели. Човеку треба човек! 
- Крис :

Значиш ми више од било које научне истине.

## Награде

### Кански Филмски фестивал
Андреј Тарковски - ФИПРЕЦИ награда, велика награда критике и номинација за Златну Палму.